# Faun-Werke
FAUN-Werke ist der Name eines deutschen Fahrzeugbau-Unternehmens, das Feuerlöschfahrzeuge, Lastkraftwagen und Autokrane, kurzzeitig auch Personenkraftwagen und Traktoren herstellte. Es entstand 1917 bzw. 1920 durch eine Fusion und hatte ursprünglich die Rechtsform einer Aktiengesellschaft; sein Sitz war zunächst in Ansbach, dann in Nürnberg. Später existierte es als GmbH bzw. als GmbH & Co. KG und war in Lauf an der Pegnitz angesiedelt. Seit den 1970er Jahren gab es ein Zweigwerk in Osterholz-Scharmbeck. 1990 bzw. 1995 wurde es in zwei Nachfolge-Unternehmen aufgeteilt, die beide den Namen weiterführen: die FAUN Umwelttechnik GmbH & Co. KG (Osterholz-Scharmbeck; Abfallsammelfahrzeuge und Kehrmaschinen) und die Tadano FAUN GmbH (Lauf an der Pegnitz; Mobilkrane).

## Unternehmensgeschichte

### 1917 bis Ende der Weimarer Republik

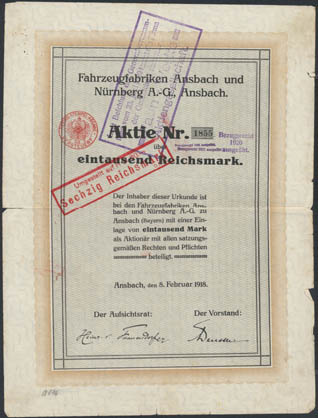
Aktie über 1000 Reichsmark der Fahrzeugfabriken Ansbach und Nürnberg AG vom 8. Februar 1918

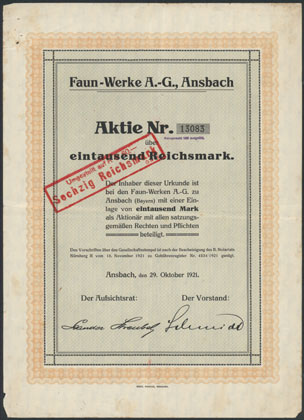
Aktie über 1000 Reichsmark der FAUN-Werke AG vom 29. Oktober 1921

1917 fusionierte die Fahrzeugfabrik Ansbach AG mit der Nürnberger Feuerlöschgeräte-, Automobillastwagen- und Fahrzeugfabrik Karl Schmidt, zu deren Vorgängern unter anderen die 1845 gegründete Gießerei von Justus Christian Braun gehörte, unter der neuen Firma Fahrzeugfabriken Ansbach und Nürnberg AG, die 1920 auf die Abkürzung FAUN-Werke AG geändert wurde. Der Unternehmenssitz war Ansbach, das Nürnberger Werk wurde offiziell als Zweigwerk bezeichnet. Als Aktionärin beteiligte sich unter anderen die Fried. Krupp AG.
Nach dem Ende der Inflation, die durch die „Flucht in die Sachwerte“ auch den Verkauf von Kraftfahrzeugen begünstigt hatte, geriet die FAUN-Werke AG – wie auch viele andere Fahrzeughersteller – gegen Mitte der 1920er Jahre in erhebliche finanzielle Schwierigkeiten und wurde 1925 unter Geschäftsaufsicht gestellt, bis 1926 ein Vergleich geschlossen werden konnte. Die Krupp-AG hielt die Mehrheit des Aktienkapitals, Karl Schmidt als weiterer Anteilseigner konnte einen Teil der Gesellschafter der Fahrzeugfabrik Ansbach ausbezahlen und kaufte zudem sein Stammwerk in Nürnberg zurück. Der verbleibende Teil der Aktiengesellschaft wurde erneut in Fahrzeugfabrik Ansbach AG umbenannt, das Werk in Nürnberg unter der Leitung von Schmidt behielt den Namen FAUN-Werke, jetzt allerdings in der Rechtsform einer GmbH. Während die (neuen) FAUN-Werke unter baldiger Aufgabe der Personenkraftwagen-Sparte erfolgreich weiterbestanden, ging die Fahrzeugfabrik Ansbach nach anhaltenden Schwierigkeiten 1928 in Konkurs.

### Zeit des Nationalsozialismus

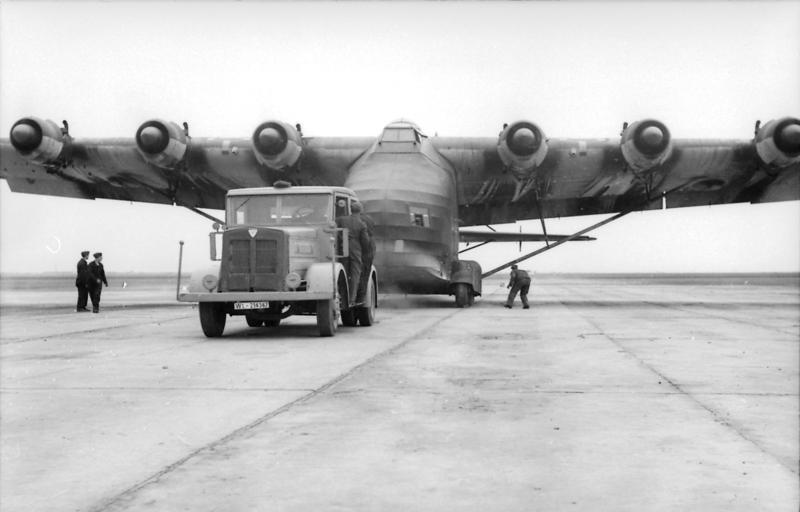
Mit Beginn des Zweiten Weltkrieges produzierte FAUN nur noch Zugmaschinen und Kranwagen für die Wehrmacht (im Bild das Modell ZR 567 im Jahr 1944)

Anfang der 1930er Jahre baute FAUN seine Produktpalette an Lkw und Kommunalfahrzeugen erheblich aus. Im Zuge der Wiederaufrüstung unter der Herrschaft der Nationalsozialisten war die Wehrmacht ein zunehmend bedeutender Kunde geworden. Neben hauseigenen Fahrzeugen hatte sich FAUN auch von 1937 bis 1940 mit etwa 700 Exemplaren am Bau des als „Einheitsdiesel“ bezeichneten, standardisierten Wehrmachts-Lkw (2,5 t Nutzlast) beteiligt. Als der Firmengründer Karl Schmidt 1938 starb, führte sein Sohn Karl-Heinz Schmidt das Unternehmen weiter. Kurz vor Beginn des Zweiten Weltkrieges führte der Schell-Plan zu einer drastischen Reduktion der im deutschen Reich gefertigten Pkw- und Lkw-Typen. Als Teil der Umstellung auf Kriegswirtschaft wurden Herstellern zudem weitgehend zu fertigende Stückzahlen und Typen vorgegeben. FAUN sollte gemäß Plan nur noch Kommunalfahrzeuge und Zugmaschinen herstellen.
Mit Beginn des Zweiten Weltkrieges musste die Fertigung von Kommunalfahrzeugen von FAUN sofort eingestellt werden. Vorrang hatte nun die Produktion von Zugmaschinen vom Typ ZR und ZRS sowie Kranwagen vom Typ LK5 für die Wehrmacht. Als bedeutender Rüstungsbetrieb wurde FAUN im Verlauf des Krieges auch zum Ziel von Luftangriffen der Alliierten. So ereignete sich im August 1942 ein schwerer Luftangriff auf die Werksanlagen in der Nürnberger Wächterstraße. Nach monatelangen Aufräum- und Reparaturarbeiten konnte die Produktion in reduziertem Umfang wieder aufgenommen werden. Ein Jahr später, im August 1943, wurden die Werksanlagen des Stammwerks bei einem weiteren Luftangriff schließlich vollkommen zerstört und die Produktion kam damit zum Erliegen. Bis Kriegsende wurden lediglich noch einzelne Fahrzeuge im Zweigwerk Nürnberg-Doos gebaut, das ursprünglich Reparaturwerkstatt war. 1944 hatte Schmidt in der Nähe von Lauf an der Pegnitz ein ehemaliges Reichsbahngelände in der sogenannten Heuchlinger Heide (zwischen Schnaittach und Neunkirchen am Sand) erworben. Bis Kriegsende waren Fundamente für neue Produktionsanlagen gebaut und aus den Trümmern des Werkes geborgene Maschinen und Materialien dorthin verbracht worden. Letztlich wurde das ehemalige Hauptwerk in Nürnberg nicht wieder aufgebaut und der Unternehmenssitz auf das neu erworbene Areal bei Neunkirchen verlegt.
Wie viele andere Unternehmen im Deutschen Reich setzte auch FAUN Zwangsarbeiter in der Produktion ein. Aufzeichnungen aus dem Jahr 1949 besagen, dass zwischen 1943 und Ende 1944 rund 500 russische Zwangsarbeiter bei FAUN beschäftigt waren.

### Nachkriegsjahrzehnte
Bedingt durch die Kriegsschäden konnte die Produktion von Müllfahrzeugen erst 1946 wieder aufgenommen werden, wenige Jahre später folgte die Entwicklung und Fertigung neuer Kehrfahrzeuge. 1969 wurden die Werksanlagen der Büssing AG in Osterholz-Scharmbeck durch die FAUN-Werke übernommen, 1973 wurde die Kommunalfahrzeug-Produktion komplett dorthin verlagert.
1976 richtete FAUN ein europaweites Händlernetz ein und widmete sich verstärkt dem Export. Zudem wurde das Maschinenangebot für die Bauwirtschaft und die Bergbauindustrie in den darauffolgenden Jahren konsequent erweitert. So übernahm FAUN 1977 den angeschlagenen Baumaschinenhersteller Frisch und konnte so Radlader und Grader in das Produktprogramm aufnehmen. Die in diesem Zuge neu gegründete FAUN-Frisch-Baumaschinen GmbH erwarb 1978 die Baggersparte von Mengele und begann wenig später mit der Fertigung von Hydraulikbaggern. 1979 erfolgte darüber hinaus die Übernahme der Radlader-Fertigung von Eaton-Yale im US-amerikanischen Batavia.

### Seit den 1980er Jahren
Zu Beginn der 1980er Jahre setzte sich die Expansion fort. Zwar trennte sich das Unternehmen 1980 vom Bereich Industrie- und Hüttenwerksfahrzeuge, der an GHH verkauft wurde, im gleichen Jahr erwarb FAUN jedoch die Petter Gerätetechnik aus Unna-Massen sowie die Kibo Kommunal-Maschinen GmbH aus Hohenbrunn. FAUN hatte seit den 1960er Jahren erfolgreich Kranwagenfahrgestelle für verschiedene Hersteller (u. a. Krupp, Demag, Gottwald) gefertigt, während Petter zunächst Wartungs- und Umrüstungsdienstleistungen für Fahrzeugkrane angeboten hatte und im Verlauf nach Fertigung einzelner Komponenten schließlich komplette Teleskop-Fahrzeugkkrane entwickelte. FAUN konnte durch diesen Zukauf in der Folge erstmals als Hersteller kompletter Fahrzeugkrane in Erscheinung treten, ein Geschäftsbereich, der in den nächsten Jahren im Hauptwerk in Lauf zunehmend an Bedeutung gewann und bis heute fortbesteht. Kibo hatte Kleinkehrfahrzeuge produziert, die in das bestehende Kommunalfahrzeugprogramm übernommen wurden. 1983 erwarb FAUN die KUKA Umwelttechnik GmbH und deren bekannte Drehtrommeln für Müllfahrzeuge. Später kamen noch das Schweizer Unternehmen J. Ochsner AG und die Grange SA aus Frankreich zum Unternehmen.
Mitte der 1980er Jahre konnte FAUN seinen Kunden ein umfangreiches Fahrzeug- und Maschinenprogramm anbieten. Doch insbesondere die Baumaschinensparte blieb hinter den Erwartungen zurück. Gründe hierfür waren unter anderem instabile Märkte in Europa und die zunehmende Konkurrenz aus Japan. Die FAUN-Werke hatten im Verlauf der Nachkriegszeit mehrfach die Rechtsform gewechselt (KG bzw. GmbH und Co. KG), waren aber durchgehend im Besitz der Familie Schmidt geblieben. 1984 wurde der Konzern schließlich wieder in eine Aktiengesellschaft umgewandelt. Der zum Hoesch-Konzern gehörige Baumaschinenhersteller Orenstein & Koppel (O&K) übernahm 1986 die Aktienmehrheit an FAUN. Die Sparte der Kommunalfahrzeuge mit dem Werk in Osterholz-Scharmbeck wurde hierbei ausgenommen und verblieb als FAUN-KUKA noch in Familienbesitz, bevor sie 1994 an die Kirchhoff Gruppe verkauft wurde, die Umfirmierung in FAUN Umwelttechnik GmbH & Co. KG folgte ein Jahr später. O&K behielt die Baumaschinensparte, trennte sich jedoch 1990 vom Rest des Unternehmens. Der japanische Mobilkranhersteller Tadano Ltd. übernahm daraufhin das FAUN-Werk in Lauf und gab das stark exportabhängige Geschäft mit schweren Zugmaschinen auf. Die Produktion und der Vertrieb von Mobilkranen laufen seit 2012 unter der Firma Tadano FAUN GmbH.

## Produkte

### Galerie

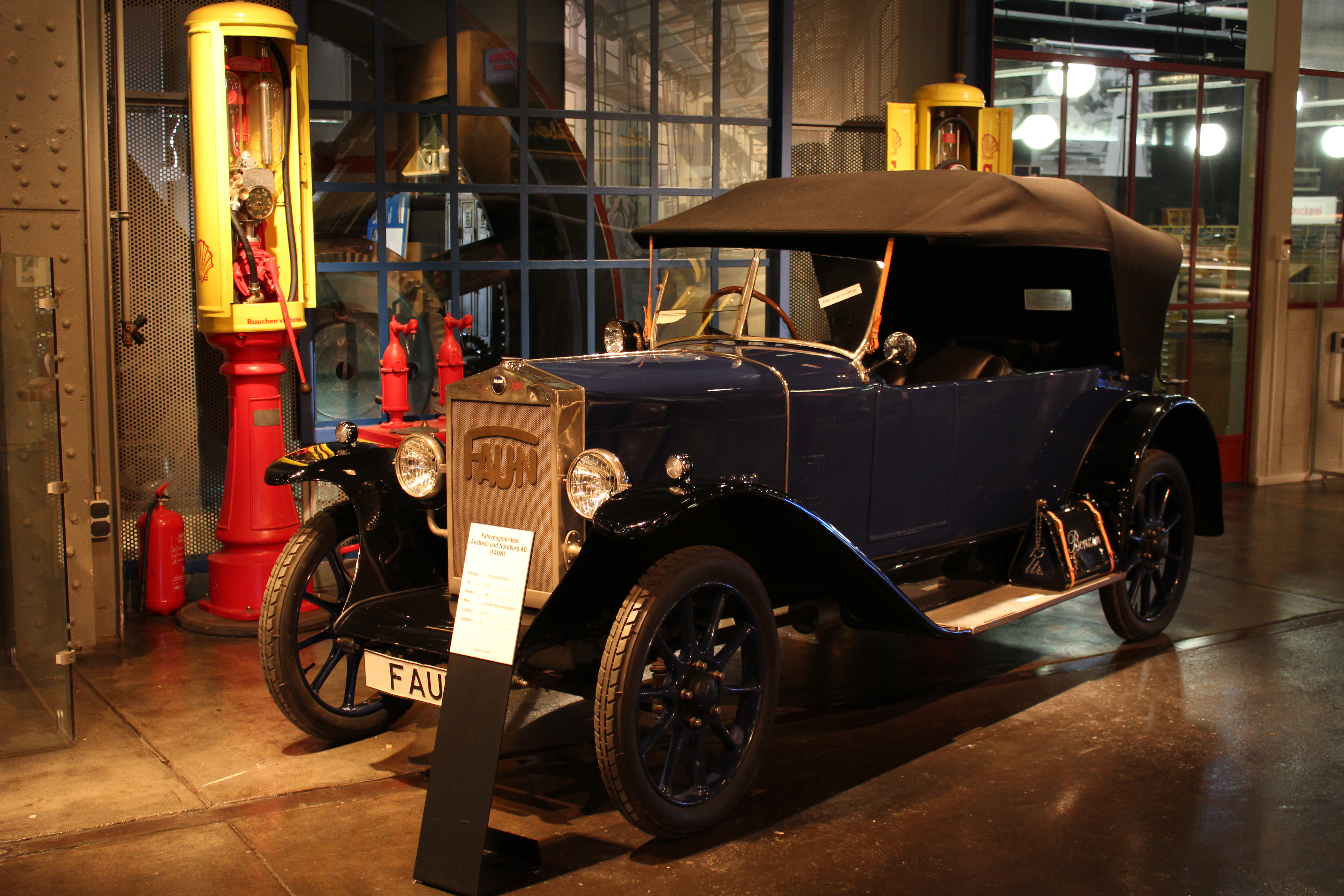
FAUN 6/30-PS-Typ K 3 (1927)
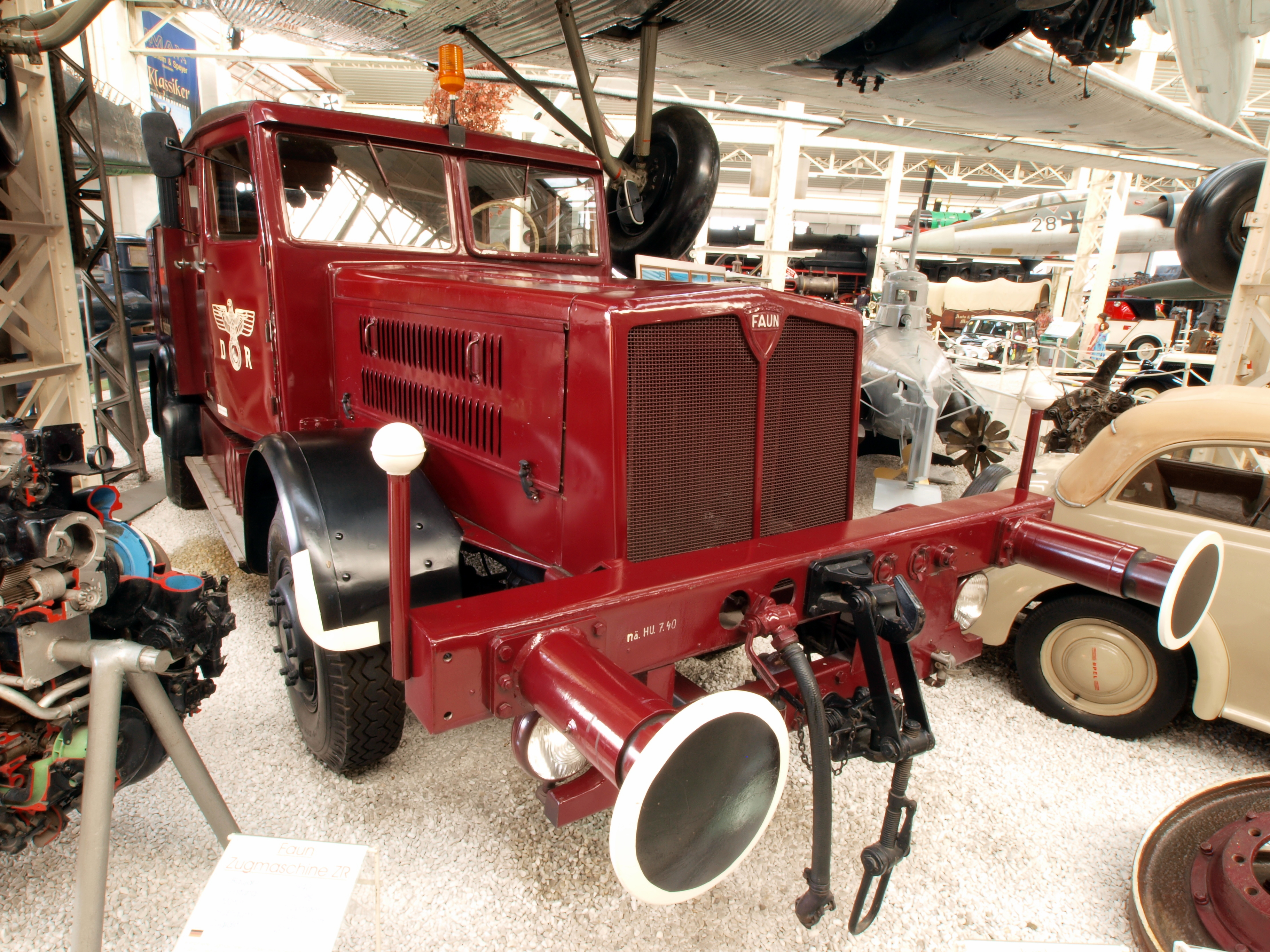
Faun ZRS (Schiene-Straße-Zugmaschine, 1940)
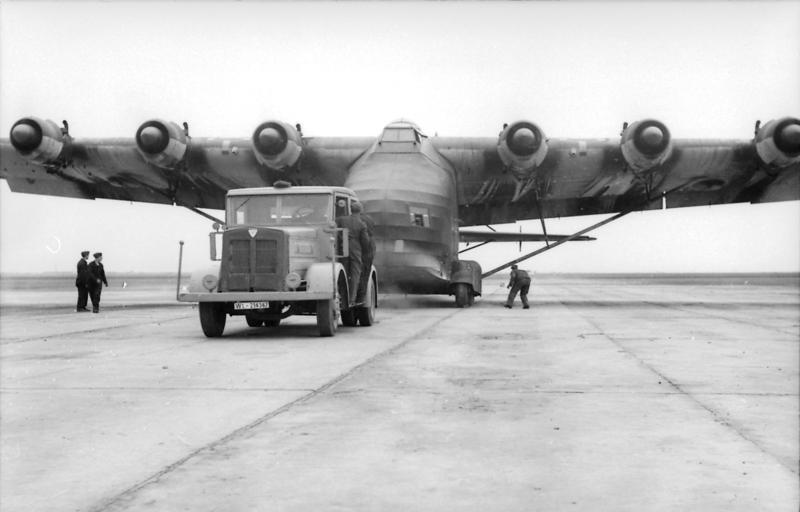
Faun ZR zieht Me 323 Gigant
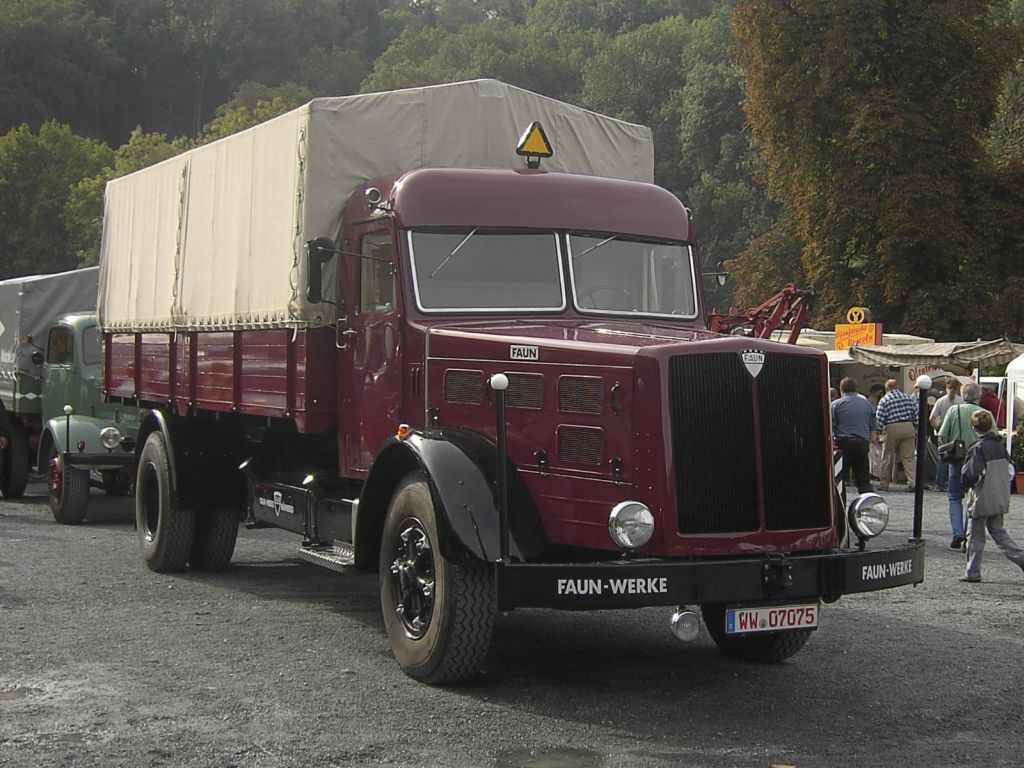
FAUN L 8/56
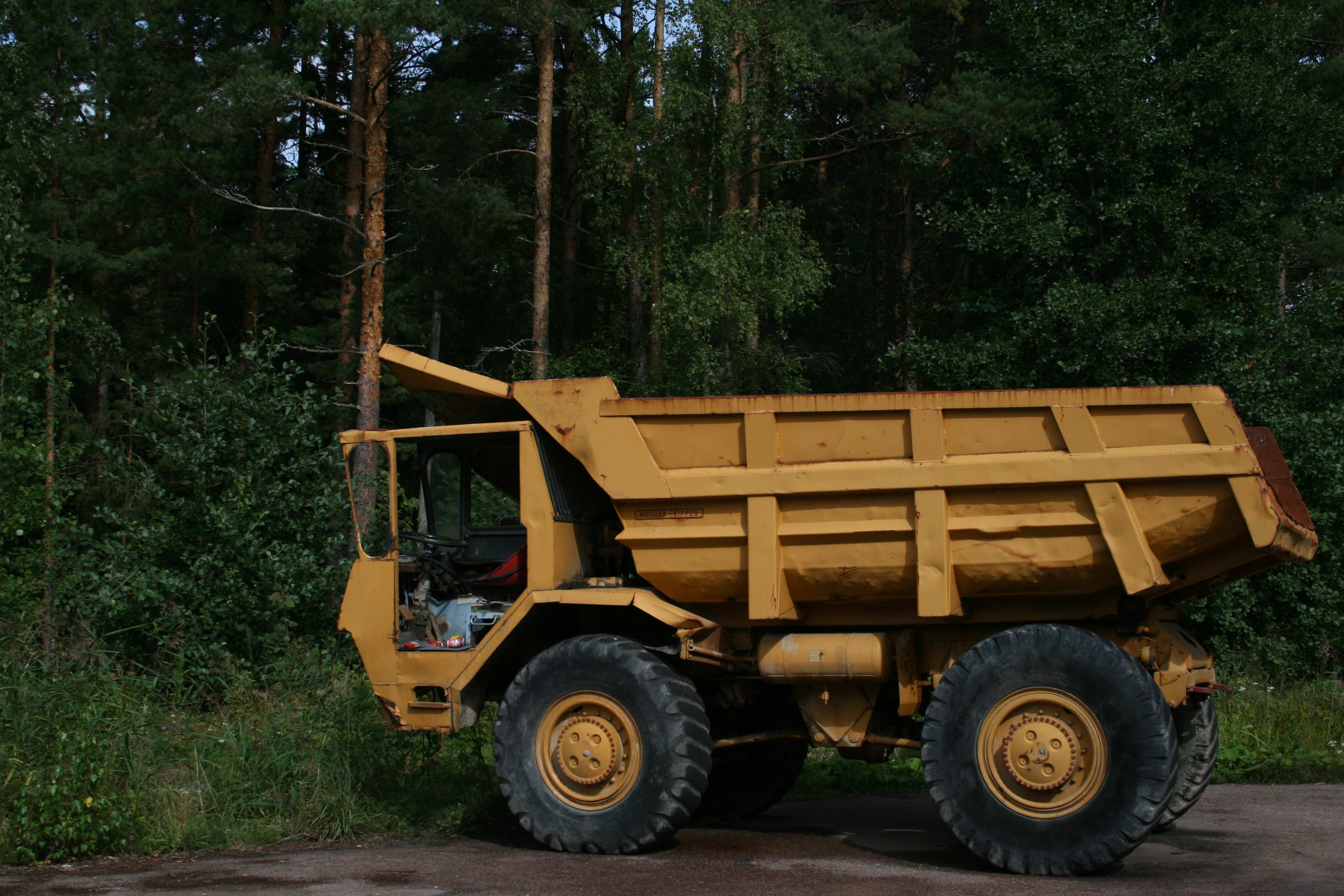
Faun K10 (1956)
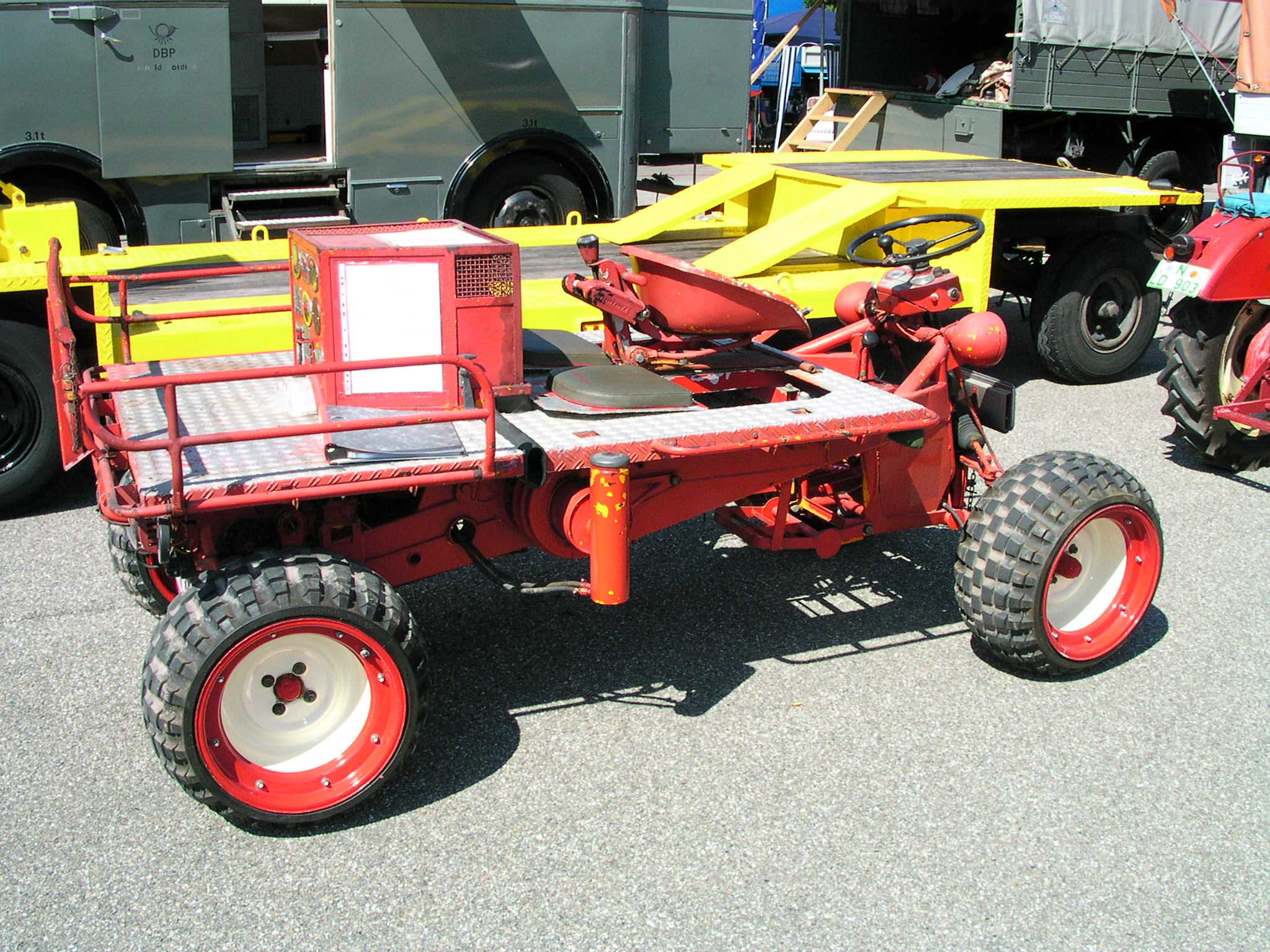
FAUN „Kraftkarren KRAKA“ (Prototyp 1962)
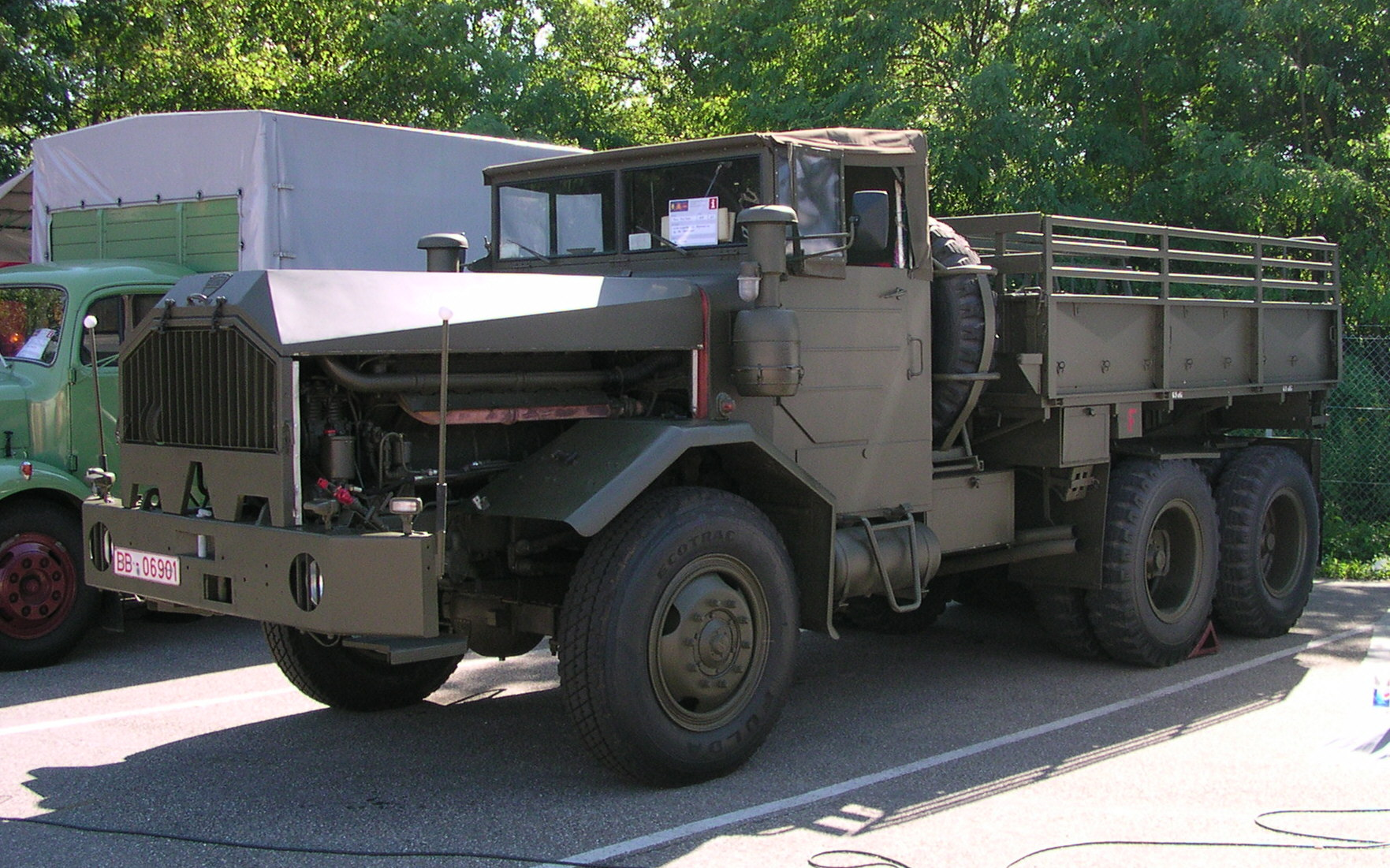
FAUN L 912/45-Zugmaschine der Bundeswehr
Faun K85 (1970)
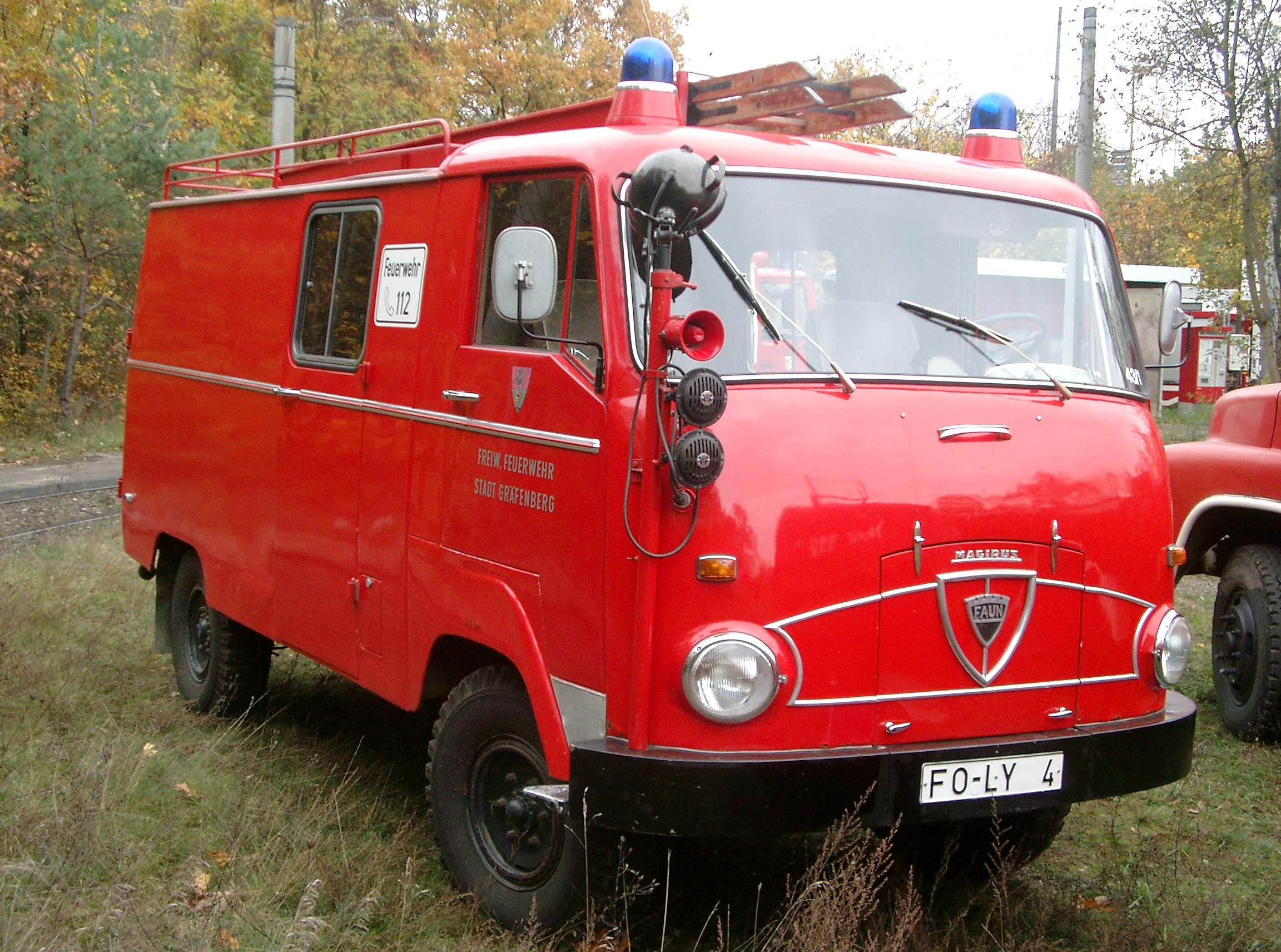
Löschgruppenfahrzeug LF 8
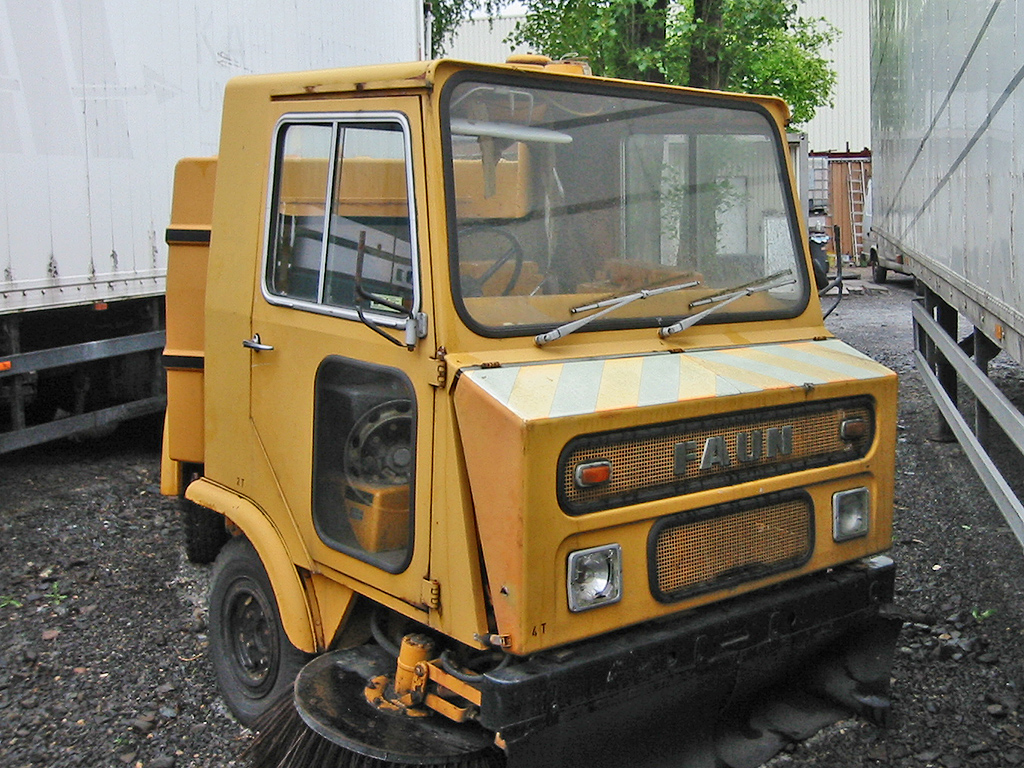
FAUN-Kehrmaschine (älteres Modell)
FAUN Z 912/21, Zugmaschine der Bundeswehr
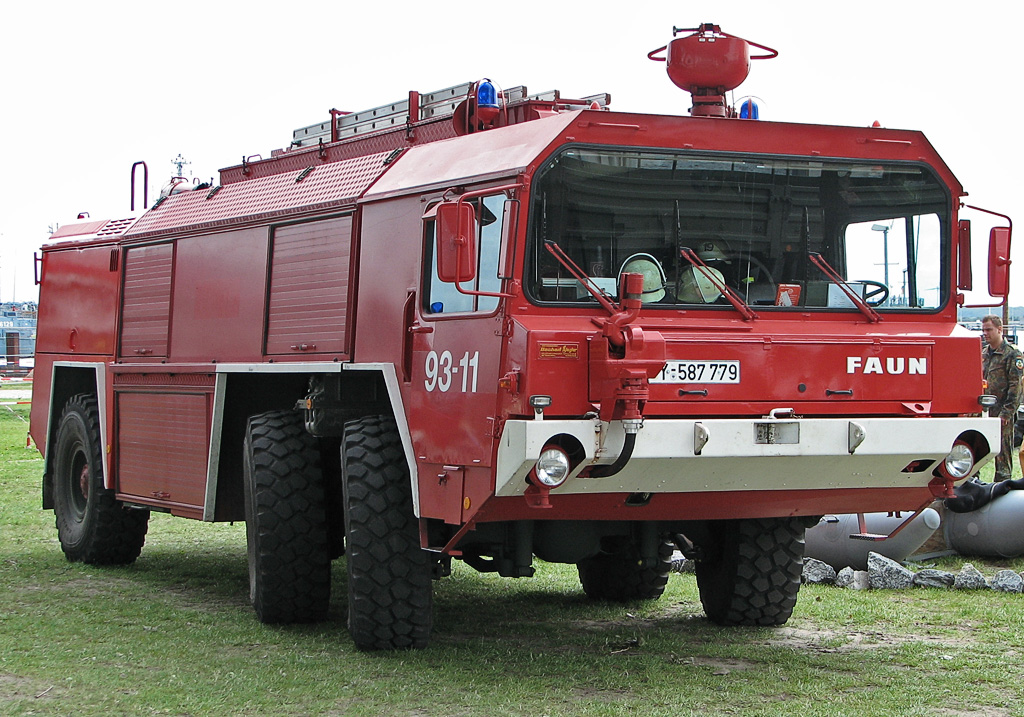
Großtanklöschfahrzeug der Bundeswehrfeuerwehr
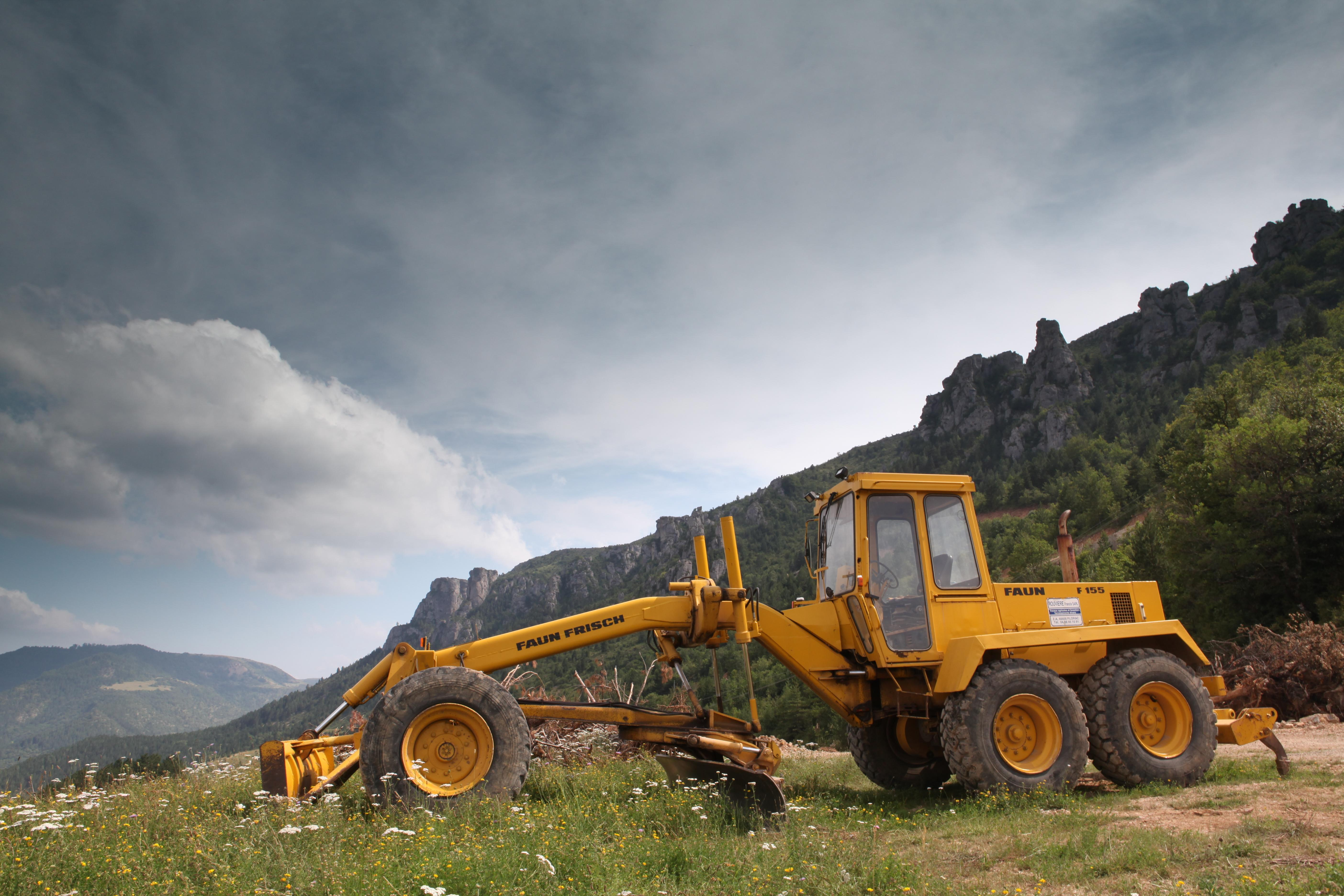
Grader FAUN-Frisch F 155 (1984)
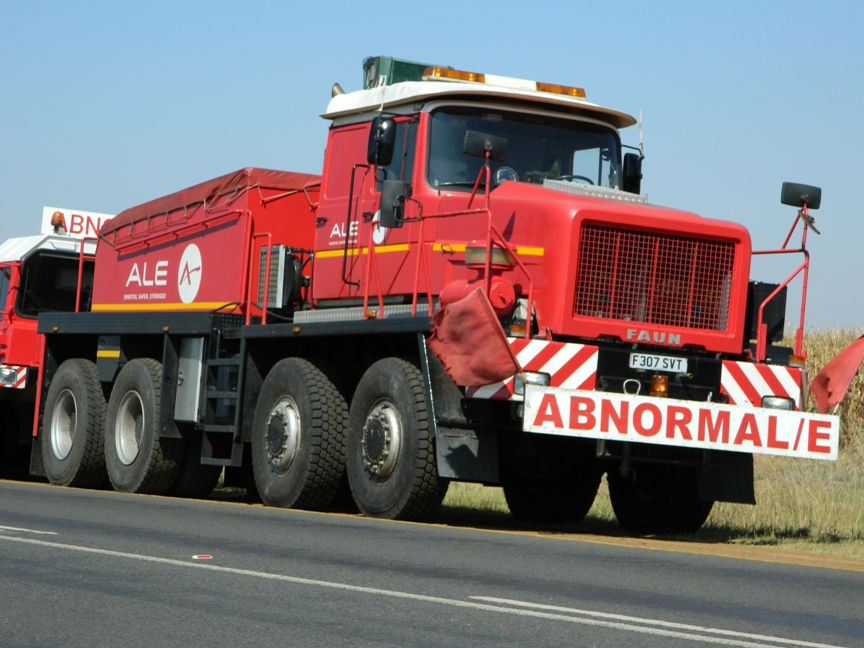
FAUN Schwerlastzugmaschine in Großbritannien

### Produkte bis 1945

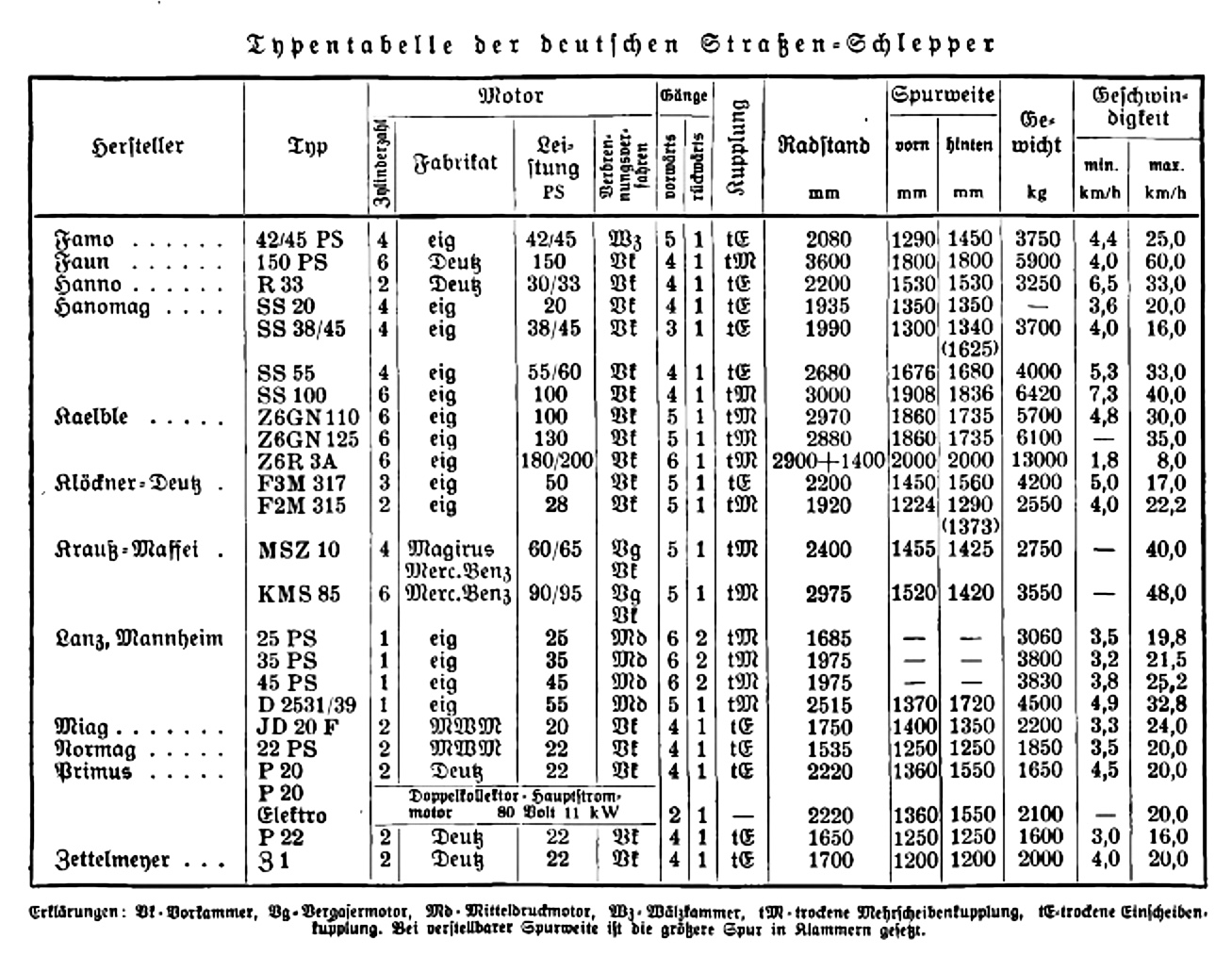
Faun Typentabelle Straßenschlepper Z567 technische Daten

In den 1920er Jahren entwickelte FAUN vor allem Kommunalfahrzeuge zur Abfallentsorgung und Straßenreinigung. Zwischen 1924 und 1928 wurden auch Automobile produziert. Das erste Modell 6/24 PS Typ K 2 war mit einem Vierzylindermotor mit 1405 cm³ Hubraum und 24 PS Leistung ausgestattet. 1926 folgte der 6/30 PS Typ K 3, dessen Vierzylindermotor aus 1550 cm³ Hubraum 30 PS leistete.

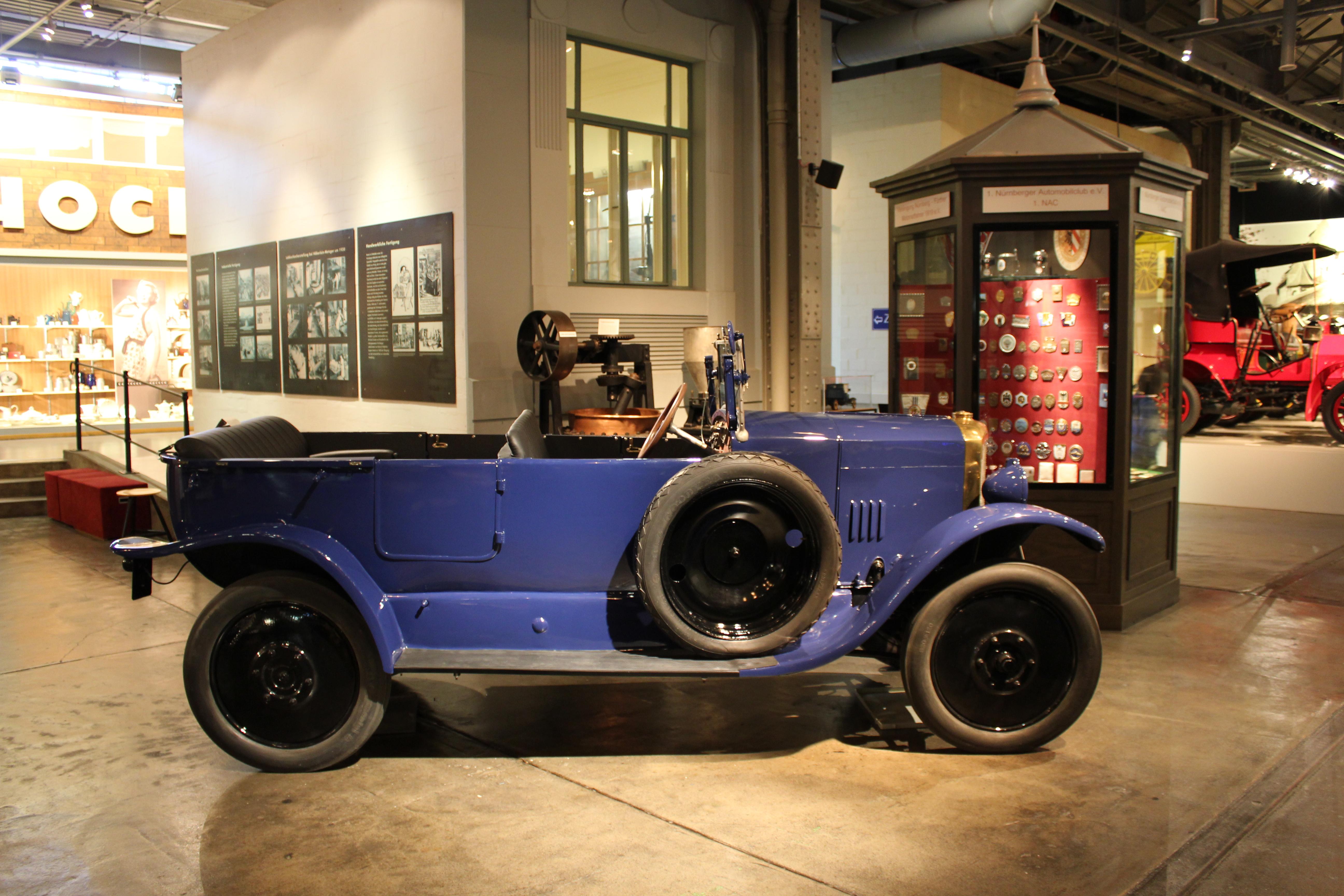
Faun 6/24 PS Typ K 2
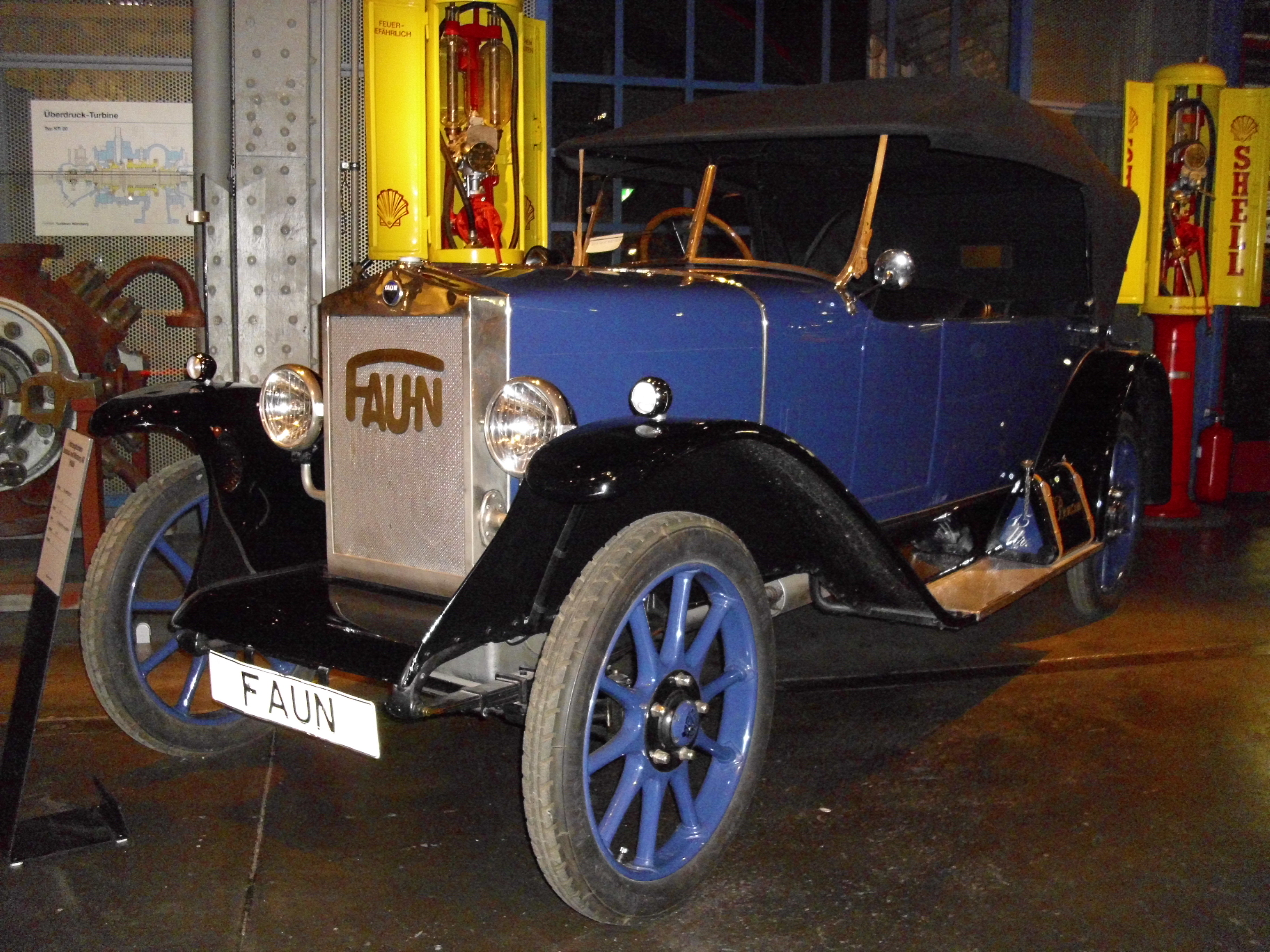
Faun 6/30 PS Typ K 3 (1927)

In den 1930er Jahren bereicherten Schwerlastkraftwagen mit Nutzlasten bis zu 15 t und Zugmaschinen das Produktspektrum von FAUN. Die FAUN-Werke erhielten wie viele Fahrzeugunternehmen im Rahmen der deutschen Wiederaufrüstung ab 1933 Verträge zur Lieferung von Lastkraftwagen für die neue Wehrmacht. Der bekannteste schwere Lkw vom Typ L900 D 567 wurde neben einigen Verkäufen in den zivilen Fernverkehr auch als Panzertransporter für Panzer vom Typ Panzerkampfwagen I, Panzerkampfwagen II und Panzerkampfwagen 38 (t) bestellt. Dabei wurde er als Ausrüstung der verlasteten Panzerabteilungen der „leichten Divisionen“ gern auf Paraden der Vorkriegszeit gezeigt und während des Überfalls auf Polen eingesetzt. Nach dem Überfall auf Polen wurden diese militärischen Verbände neu ausgerüstet und etwa zweihundert Transporter von FAUN und Büssing mit ihren Sonderanhängern 115 an die Instandsetzungeinheiten (Bergungs- und Werkstatteinheiten) der Wehrmacht abgegeben.
Für den Einsatz bei der Reichsbahn und Wehrmacht wurden ab Ende der 1930er Jahre auch schwere Radschlepper und der schwere Kranwagen LK5 gebaut. Der Radschlepper vom Typ ZRS konnte, mit einem bestimmten Schienenradsatz versehen, im Rangierbetrieb Eisenbahnwaggons schieben und ziehen. Er war jedoch genau wie der Typ ZR auch in der Lage, mit normaler Bereifung auf der Straße zu fahren.

### Nachkriegszeit
Während des Zweiten Weltkriegs wurden die FAUN-Werke weitgehend zerstört. 1946 nahm man die Produktion wieder auf, zunächst mit Konstruktionen aus der Kriegs- und Vorkriegszeit. 1948 kam die erste Neukonstruktion nach dem Krieg auf den Markt: ein kleiner 4,5-t-Lastwagen mit Dieselmotoren zwischen 90 und 100 PS. 1949 wurde der Typ L7 mit 6,5 t Nutzlast und einem 150-PS-Motor von Klöckner-Humboldt-Deutz vorgestellt. Des Weiteren wurden Traktoren gebaut. Den L7 gab es als klassischen Langhauber und als Frontlenker. Die Typen L8 (mit 180 PS und 8 t Nutzlast) und Sepp (mit 130 PS und 6,5 bis 7 t Nutzlast) ersetzten ab 1951 und 1950 die bisherigen Modelle von FAUN. Ab 1953 gab es den Dreiachser L 912/45 AL für den schweren Baustelleneinsatz. Der L 912/45 A konnte bis zu 16 t Nutzlast transportieren. Der L8 und der L 912/45 A wurden bis 1962 hergestellt, der Sepp bis 1955. 1955 kamen modernisierte Modelle mit einer neuen Bezeichnungsweise auf den Markt (F55, F56, F64, F66, F68), die zwischen 4,5 und 5,6 t Nutzlast aufwiesen. Von den Ostner-Werken übernahm FAUN 1955 einen leichten Frontlenker-Lastkraftwagen in das eigene Lieferprogramm, der 1957 und 1967 technisch überarbeitet und bis 1968 gebaut wurde. Ab 1956 ergänzten Schwerlastwagen und Zugmaschinen das Programm, die auch mit Allradantrieb erhältlich waren.
Mitte der 1950er Jahre begann der erneute Aufstieg des Unternehmens durch den Bau von geländegängigen Schwerlast- und Spezialfahrzeugen für die Bundeswehr sowie von Autokranen in der Gewichtsklasse zwischen 10 und 12 t. 1960 ersetzte der Typ F687 den F68. Der F687 hatte einen 8-Zylinder-Motor von Klöckner-Humboldt-Deutz mit 195 PS und blieb bis 1969 im Angebot, zuletzt leistete der Motor 250 PS. Die Schwerstzugmaschine L 1212/45 ZA hatte Allradantrieb und einen luftgekühlten Zwölfzylindermotor mit 19 Liter Hubraum. Er ließ Brutto-Anhängerlasten von 110 Tonnen zu. Ab 1965 bot FAUN eine komplett neu entwickelte Generation von Fernverkehrslastwagen in Frontlenkerausführung an. Die Kabinen waren in Mischbauweise aus Stahl und GFK gefertigt. Durch möglichst tiefe Anordnung der Motoren im Rahmen bzw. durch die im Vergleich zu den Vorgängern höhere Platzierung der Kabine über dem Fahrgestell war ein weitgehend ebener Fußraum ohne störenden Motortunnel entstanden; für einen besseren Zugang zum Motor für Wartungs- und Reparaturarbeiten waren die Fahrerhäuser zudem erstmals kippbar. Die damalige Fernlaster-Baureihe 610 umfasste zwei- und dreiachsige Fahrzeuge mit dem luftgekühlten Zehnzylinder-Dieselmotor F 10 L 714 von Deutz. 1967 wurde auch die leichte Baureihe mit einer Nutzlast von 2 bis 3,5 t überarbeitet und erhielt neue Fahrerhäuser aus GFK, die stilistisch den Fernverkehrs-Lkw angeglichen waren.

### Ausrichtung auf Spezialfahrzeuge
Ende der 1960er Jahre ging der Erfolg von FAUN bei den schweren Fernverkehrslastkraftwagen zurück. Kleinere Produzenten wie FAUN oder Kaelble konnten mit den großen Unternehmen wie MAN, Magirus-Deutz und Mercedes-Benz nicht mehr konkurrieren und gaben den Bau konventioneller Lastkraftwagen auf. FAUN stellte auch die Herstellung von Omnibussen ein und verlegte sich ab 1969 ganz auf die Konstruktion und den Bau von Spezialfahrzeugen, die nur in geringen Stückzahlen gefertigt wurden. Dazu zählten Zugmaschinen, Schwertransporter, Feuerwehr- und Flughafenfeuerwehrfahrzeuge, Muldenkipper, Fahrzeugkrane und Kranträger sowie Kommunalfahrzeuge wie z. B. Pressmüllwagen. Das Fabrikationsprogramm umfasste in der Reihe der Muldenkipper in Zweiachs-Bauart Fahrzeuge von 11 bis 80 t Nutzlast.
Mitte der 1970er Jahre war FAUN Lieferant von Zugmaschinen an die Sowjetunion im Rahmen des sogenannten Delta-Projekts: Zur Erschließung von Ölfeldern in Sibirien, zum Bau der Baikal-Amur-Magistrale und in Industrieprojekten benötigte die Sowjetunion schwere geländegängige und extrem robuste Zugmaschinen mit Tiefladeaufliegern. FAUN lieferte 86 Sattelzüge HZ 34.30/41 mit V12-Deutz-Motor und 326 PS Leistung. Später bestellte die Sowjetunion weitere FAUN-Zugmaschinen aller Baugrößen, angefangen von HZ 32.25/40 mit 305-PS-V10-Motor bis hin zur überschweren Geländezugmaschine HZ 40.45/45 mit 456-PS-V12-Deutz-Motor. Insgesamt lieferte FAUN 254 Zugmaschinen in die UdSSR, die letzten im Jahre 1989.
Durch die Übernahme der Frisch GmbH im Jahre 1977 konnte FAUN seinen Kunden nun auch eine ganze Reihe von verschiedenen Radlader- und Grader-Modellen anbieten. Hinzu kamen sechs verschiedene Hydraulikbagger-Modelle, nachdem 1978 die zugehörigen Baurechte von Mengele erworben worden waren. Mit dem Ankauf der Eaton-Yale-Produktion übernahm FAUN ab 1979 außerdem die Fertigung der großen Trojan-Radlader und reihte sie unter der Bezeichnung F 3500 und F 5000 in das Produktprogramm ein. Zwischen 1983 und 1985 erfolgte dann mit der Einführung der Radlader-Modelle F 1110, F 1310 und F 1410 eine letzte Modellpflege vor dem Verkauf an O&K. Die Auswahl an Hydraulikbaggern wurde 1984 auf die vier Grundtypen FM 1015, FM 1025, FM 1035 sowie FR 1035 reduziert.